# 皮羅克斯島
皮羅克斯島（英語：Pyrox Island），是南極洲的島嶼，位於葛拉漢地西岸的法利埃海岸，處於內尼港，由美國探險隊測量，現時由南極條約體系管理。